# 143750 Shyamkumar
143750 Shyamkumar este o planetă minoră (asteroid) din centura de asteroizi. A fost descoperită pe 23 octombrie 2003 la Observatorul Național Kitt Peak de Marc Buie⁠(d). 
Obiectul prezintă o orbită caracterizată de o semiaxă mare de 3,0691056422193 UAi, o excentricitate de 0,089696447841844, o înclinație de 1,8165059781107 ° în raport cu ecliptica.